# スティーヴン・トンプソン
スティーヴン・ハワード・トンプソン（Steven Howard Thompson, 1978年10月14日 - ）は、スコットランド・ペイズリー出身の元同国代表サッカー選手。現役時代のポジションはフォワード。

## 選手経歴
1996年にダンディー・ユナイテッドFCでプロ選手としてのキャリアをスタートし、翌1997年にスコティッシュ・プレミアリーグのハート・オブ・ミドロシアンFC戦で途中出場し、デビューを飾った。1998-99シーズンにはレギュラーの座を獲得し、スコットランドU-21代表としてもプレーした。A代表での初キャップは2002年のフランス戦であった。
2003年にはビリー・ドッズとのトレードで念願のレンジャーズFC移籍を果たし、同クラブでのデビュー戦（ダンディー・ユナイテッド戦、3-1）で得点した。しかし、セルティックFC戦やFCアルトメディア・ブラチスラヴァ戦（チャンピオンズリーグ・GL）などで重要なゴールを挙げたにもかかわらず、ダド・プルショやナチョ・ノボらの加入により、チーム内でレギュラーポジションを得るのに苦労した。
2006年1月にカーディフ・シティFCへ移籍した。同クラブでの初年度には、トップチームのレギュラーであり、マイケル・チョプラと前線でパートナーを組んでいた。2006-07シーズンはリーグ戦とカップ戦で合計45試合に出場したが6得点しか挙げることができず、この得点力不足から2007年の夏にはチームの放出リストに載っていた。しかし、同夏にアメリカで過ごした休暇中にボートから転落し鼠蹊部を負傷してしまったため、クラブから放出されることはなかった。2007年9月15日、プリマス・アーガイルFCとのリーグ戦で怪我から復帰し、同点ゴールを挙げた。
2011-12シーズンより、バーンリーFCからセント・ミレンFCへ移籍。母国に復帰し同クラブではキャプテンを務め、2015年6月26日には契約を延長した。2015-16シーズン限りで現役を引退することを表明した。

## 所属クラブ
- ダンディー・ユナイテッドFC 1996-2003
- レンジャーズFC 2003-2006.1
- カーディフ・シティFC 2006.1-2008
- バーンリーFC 2008-2011
- セント・ミレンFC 2011-2016

## タイトル
レンジャーズ
- スコティッシュ・プレミアリーグ : 2002-03, 2004-05
- スコティッシュカップ : 2002-03
- スコティッシュリーグカップ : 2004-05

セント・ミレン
- スコティッシュリーグカップ : 2012-13